# Italochrysa megista
Italochrysa megista là một loài côn trùng trong họ Chrysopidae thuộc bộ Neuroptera. Loài này được X.-x. Wang & C.-k. Yang miêu tả năm 1992.